# St. Paul Park (Minnesota)
Pour les articles homonymes, voir St. Paul Park.
St. Paul Park est une ville américaine située dans le Comté de Washington, dans le Minnesota. Selon le recensement de 2010, sa population est de 5 279 habitants.